# Amplitude de dispersão
Na física quântica, a amplitude de dispersão é a amplitude de probabilidade da saída onda esférica em relação à onda plana de entrada no processo de dispersão do estado estacionário . 
Este processo de dispersão é descrito pela seguinte função de onda
{\displaystyle \psi (\mathbf {r} )=e^{ikz}+f(\theta ){\frac {e^{ikr}}{r}}\;,}
onde {\displaystyle \mathbf {r} \equiv (x,y,z)} é o vetor de posição; {\displaystyle r\equiv |\mathbf {r} |}; {\displaystyle e^{ikz}}  é a onda plana de entrada com o número de onda k    ao longo do eixo z; {\displaystyle e^{ikr}/r} é a onda esférica de saída;  θé o ângulo de dispersão; e {\displaystyle f(\theta )} é a amplitude de espalhamento. A dimensão da amplitude de dispersão é o comprimento.

A amplitude de dispersão é uma amplitude de probabilidade; a secção transversal do diferencial como uma função de ângulo de dispersão é dado como o seu módulo quadrado,
{\displaystyle {\frac {d\sigma }{d\Omega }}=|f(\theta )|^{2}\;.}